# Тимар
Тима́р — военный лен, представляющий собой условное феодальное земельное держание, существовавшее у доосманских тюрок и в Османской империи вплоть до отмены военно-ленной системы (1839). Установлено при султане Мураде I. Годовой доход с одного тимара составлял менее 3 тысяч акче.
В конце XVI века тимар постепенно трансформировался в так называемый чифтлик, который стал преобладающей и, что самое важное, наследственной системой помещичьего землевладения в Османской империи до самого её падения в 1919 году.

## Тимариоты
Держатель тимара (тимариот) был обязан лично участвовать в военных походах, имея при себе одного джебели (конного воина) на каждые 3 тысячи акче дохода. Тимар мог превышать 15 тысяч акче. За особые заслуги размеры тимара могли быть увеличены.
Изначально тимариот не жил в своем тимаре, но получал с него доход посредством системы сбора налогов. Начиная с 16 века, тимариоты поселяются в тимарах и начинают заниматься собственным хозяйством, эксплуатируя зависимое население. При этом тимариот исполнял полицейские функции по отношению к зависимому населению, но не имел права на суд и на введение дополнительных (произвольных) налогов.